# Весна Пусић
Весна Пусић (Загреб, 25. март 1953) хрватска је политичарка, бивша министарка спољних послова Хрватске.

## Биографија
Весна Пусић рођена је 25. марта 1953. године у Загребу у старој загребачкој породици Пусић.  Мајка Вишња, рођена Анђелиновић, била је професорка енглеског језика, а отац Еуген познати универзитетски професор на Правном факултету у Загребу и бивши официр судија за време Независне Државе Хрватске. Једно време је била и саветник генералног секретара Уједињених нација.
Године 1971. уписује студије социологије и филозофије на Филозофском факултету у Загребу. Дипломира 1976. године, те потом две године проводи на Институту за социологију у Љубљани, на коме ради на истраживању о индустријској демократији у 12 европских земаља. На Одсеку за социологију Филозофског факултета у Загребу ради од 1978. године, а 1984. докторира из области социологије код академика Јосипа Жупанова. У једном мандату је, од 1992. до 1994. године, била на челу Одсека, а од 1998. године је редовни професор Факултета. Предаје социологију политике и теорије индустријске демократије.
Од 1989. до 1991. године провела је истраживање о управљачким стиловима у 18 најуспешнијих индустријских организација у Хрватској. То је истраживање послужило као основа за анализу управљачке елите као потенцијалне политичке елите у транзицијском периоду у Хрватској. Резултати истраживања објављени су у њеној књизи Владаоци и управљачи, издатој 1992. године. Била је и координаторка истраживачког пројекта о доминантним политичким, верским, породичним и радним вредностима у Хрватској, у склопу глобалне анкете о светским вредностима покренуте 1978. године на Институту за социјална истраживања универзитета у Мичигену.
Деведесетих година постала је једна од оснивача, те директорка Еразмус Гилде, невладиног, нестраначког пројекта за промовисање културе демократије. У склопу пројекта издаје часопис Ерасмус, који се углавном фокусирао на различите аспекте транзиције у Хрватској, као и осталим источноевропским државама. Већ у првом броју овог часописа остаје запажен њен текст о диктатури с демократским легитимитетом. У оквиру Ерасмус Гилде, која је деловала до 1998. године, организовала је велики број округлих столова и расправа о контроверзним питањима у региону, с циљем подстицања грађанске иницијативе у разрешавању сукоба и тражења алтернативних политичких решења на овом подручју.
Као универзитетски професор боравила је у САД-у, на Америчком универзитету у Вашингтону, Универзитету Џорџтаун, те другим академским, научним и сродним институцијама на којима је одржала низ предавања.

## Политичка каријера
Крајем седамдесетих година 20. века, постала је једна од седам жена које су иницирале и организовале прву феминистичку групу у Југославији након Другог светског рата, под називом Жена и друштво. Због активног деловања чланица, група је била предмет јавне критике тадашње званичне политике, али и многих јавних личности које су заступале антифеминистичке позиције.
На парламентарним изборима 2000. године улази у Сабор, а исте године је у априлу изабрана за председницу ХНС-а. На изборима 2003. године поново улази у Сабор, те је изабрана за његову потпредседницу, а годину касније ХНС-ови делегати поново је бирају за председницу странке. За време њеног мандата ХНС је постао трећа странка у Хрватском сабору и земљи, повећао број чланова са 5.000 на 35.000, те упетеростручио број посланика у Сабору. Под њеним вођством ХНС је успешно провео још један дотад јединствен процес у хрватској политици - 2005. у фебруару уједињују се ХНС и ЛИБРА, те данас заједно творе Хрватску народну странку - либералне демократе.
Године 2006. постала је потпредседница Европске либералне и реформистичке странке.
На Председничким изборима одржаним 2009. године као кандидаткиња ХНС-а освојила је 7,25% гласова. Дана 23. децембра 2011. године, након парламентарних избора, именована је за министарку иностраних и европских послова.